# Catedral de Angers
La catedral de San Mauricio en Angers (en francés: cathédrale Saint-Maurice d'Angers)  es una iglesia catedral medieval de Francia, sede la diócesis de Angers. La obra, iniciada en el siglo XI y cuya construcción se prolongó hasta el siglo XVI, es intermedia entre el  románico y gótico. La catedral es un testimonio del arte gótico angevino, destacando las vidrieras, en especial la ventana del transepto de San Julián, considerada como una obra maestra de las vidrieras francesas del siglo XIII.
La iglesia original románica fue reconstruida con detalles góticos en la mitad del siglo XII. La planta de una única nave fue cubierta con arcos apuntados que descansan sobre un interior reelevado y revestido. La nave tiene tres tramos simples, con tramos individuales a cada lado de un crucero (que dan lugar a los brazos de un transepto), seguido por un coro de un solo tramo respaldado por un ábside.
La catedral ha sido una objeto de una clasificación como monumento histórico por la lista de 1862.

## Historia
La catedral de Angers fue originalmente dedicada a la Virgen María. Pero, en 396, san Martin, arzobispo de Tours, añadió San Mauricio a la dedicación. Había adquirido una reliquia de la sangre de los miembros de la legión tebana, que en el siglo III fueron martirizados, junto con su líder san Mauricio, por convertirse al cristianismo. La reliquia fue llevada a Tours y más tarde, según la leyenda,  se le dio un frasco a Angers. En el siglo VII comenzó una devoción a san Maurilio, un obispo de Angers del siglo IV. Se escribió una biografía suya y en 873, su cuerpo fue trasladado a la Catedral. Durante doscientos años, san Maurilio y san Mauricio se mencionaron con frecuencia juntos como los santos patronos de la catedral, pero finalmente san Mauricio se convirtió en el patrono principal.
A principios del siglo XI el obispo Hubert de Vendôme (ob. 1006-1047) hizo construir una nueva catedral románica de una sola nave, que fue consagrada el 16 de agosto de 1025. Pero apenas se terminó la nueva iglesia, el edificio se quemó en 1032.
El obispo Geoffrey I de Tours (ob. 1081-1093) repuso la catedral en estado durante la segunda mitad del siglo XI. El altar del crucifijo fue bendecido en 1051 y el nuevo altar fue consagrado en 1096. Poco después los obispos Renaud de Martigné (ob. 1102-1125) y Ulger (ob. 1125-1148) llevaron a cabo la reconstrucción de este lugar de culto. Se desarrolló gradualmente bajo el impulso de los obispos Normand de Doué (ob. 1148-1153) y Guillaume de Beaumont (ob. 1202-1240).
De Doué y de Beaumont hicieron reconstruir la nave, así como la portada monumental frente a la plaza. La nave única está inspirada en las naves de la catedral de Angulema y de la abadía de Fontevraud.
Las estructuras de base de los muros de la nave central, de estilo románico, han subsistido hasta la mitad de su altura. A mediados del siglo XII recibieron las columnas y las bóvedas de crucería: fue el nacimiento del gótico de Anjou o angevino. La sal románica de nave única se abre sobre un transepto y un coro góticos, este último construido desbordando el recinto tardo-antiguo de la Ciudad.
En el siglo XVI, el arquitecto angevino Jean Delespine añadió a la base dos torres, la galería de personajes que representan a los caballeros,  compañeros de san Mauricio. Sobre esta galería, hizo elevar, en estilo renacentista, un segundo nivel, que tiene la apariencia de una torreta cuadrada rematada con un campanario hexagonal.
La catedral de Angers tiene dos flechas: la norte fue construida en 1518 y la sur en 1523.
En 1806, a causa de su vetustez y obsolescencia, fue destruido un pórtico monumental que se elevaba delante de la fachada de la catedral, frente a la plaza. Este porche, de estilo gótico angevino, situado delante de la portada de entrada tenía dos niveles. Restan hasta nuestros días, cuatro arcos de ojiva, únicos testimonios de este porche medieval. Se desarrollaron varios proyectos de reconstrucción durante el siglo XX, pero ninguno de ellos fue abordado.

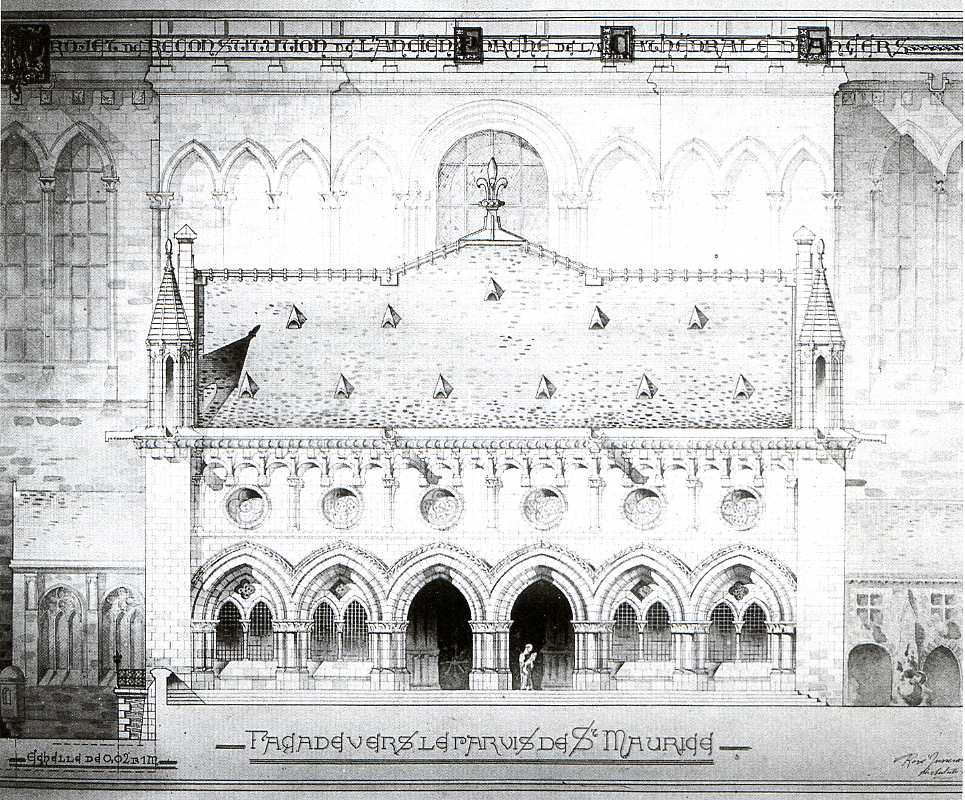
Antiguo porche de la catedral
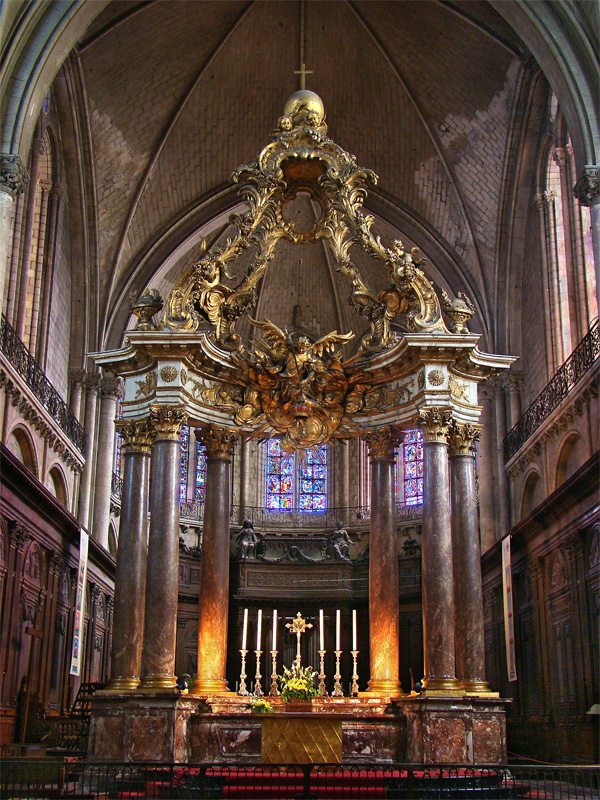
El altar mayor y su baldaquino
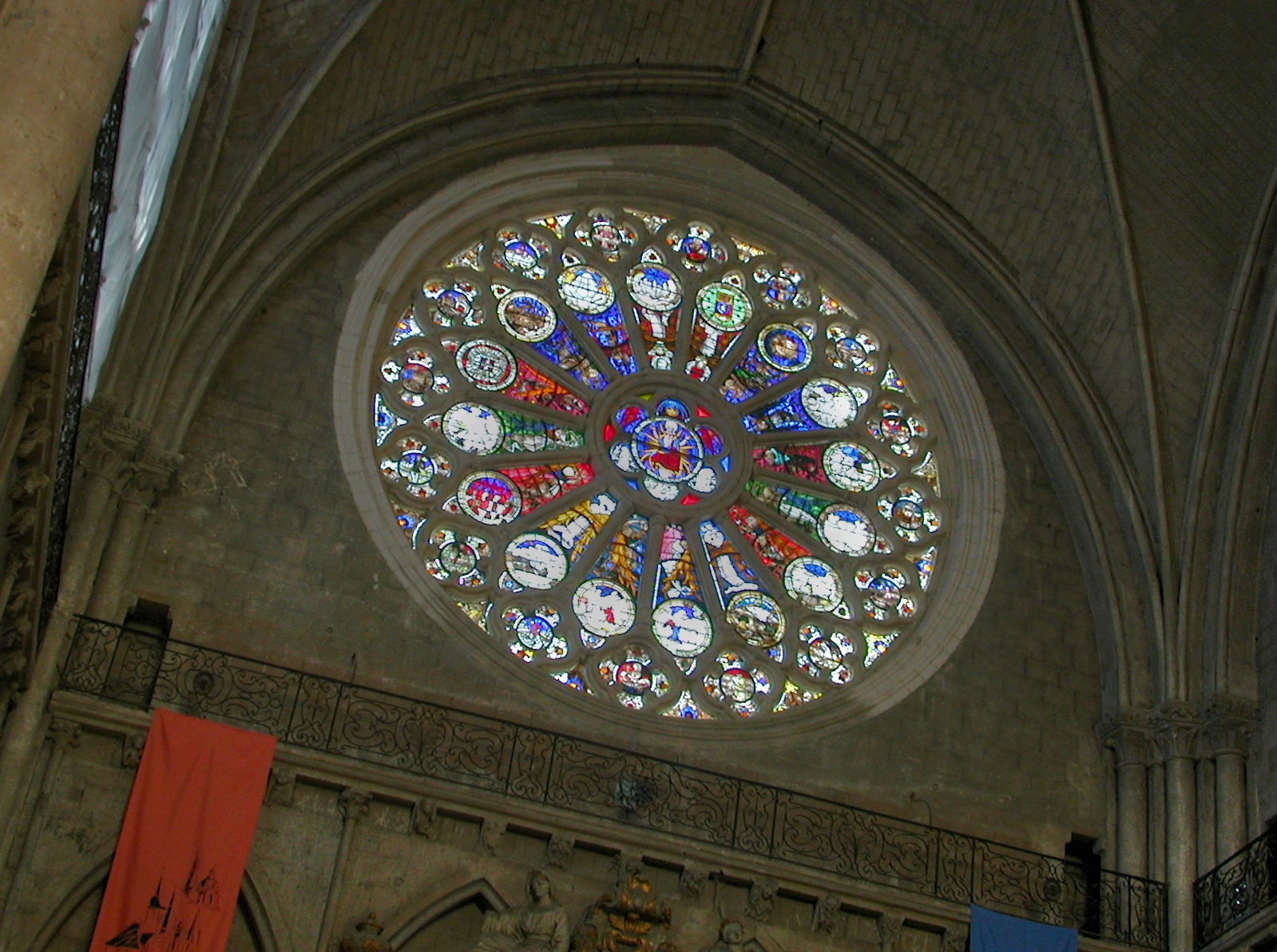
Rosetón norte de André Robin (1451)

## Obras principales
Entre las obras más significativas presentes en la catedral se encuentran: 
- un conjunto esculpido influenciado por la portada real de la catedral de Chartres;
- un decorado pintado del siglo XIII descubierto alrededor de 1980 y que presenta la vida de San Maurille;
- una vidriera de la vida de san Julián (situada en el transepto), considerada una obra maestra de la pintura sobre vidrio del siglo XIII francés;
- los vitrales, en especial los dos rosetones de los transeptos de gran riqueza, creados por maestro vidriero André Robin en 1451. En la década de los años 1960 se llevó a cabo la renovación de una serie de ventanas por el maestro vidriero Jacques Le Chevallier.
- en 1453, el maestro de obras Guillaume Robin renovó el pavimento del transepto norte de la catedral. Edificó igualmente en la catedral, la escalera de un tramo volado recto de acceso a la biblioteca, en el transepto sur. Trabajó en la construcción de la catedral de Angers al mismo tiempo que el maestro vidriero André Robin quien sentó las vidrieras de la catedral.

## Galería de imágenes

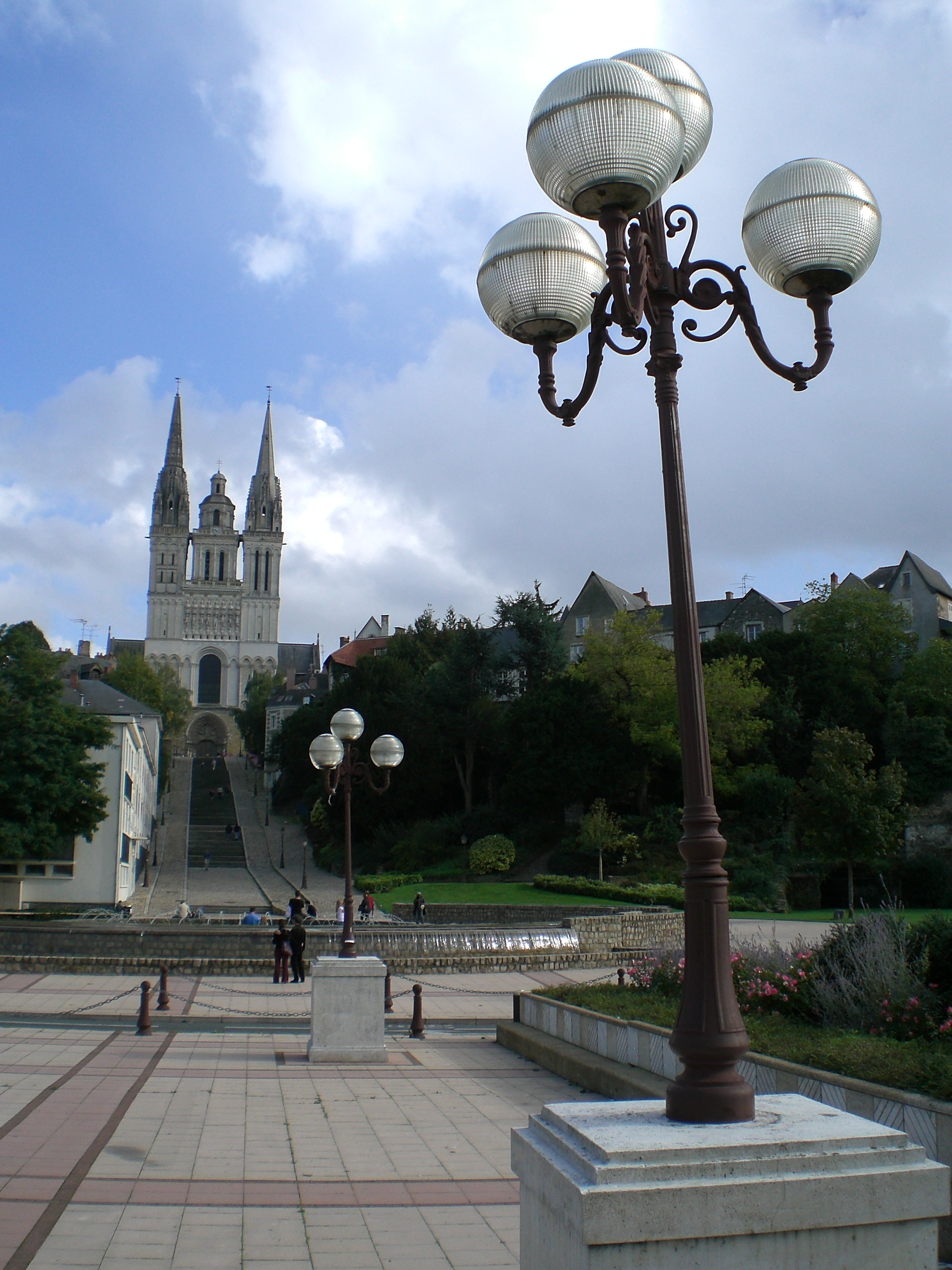
Vista lejana
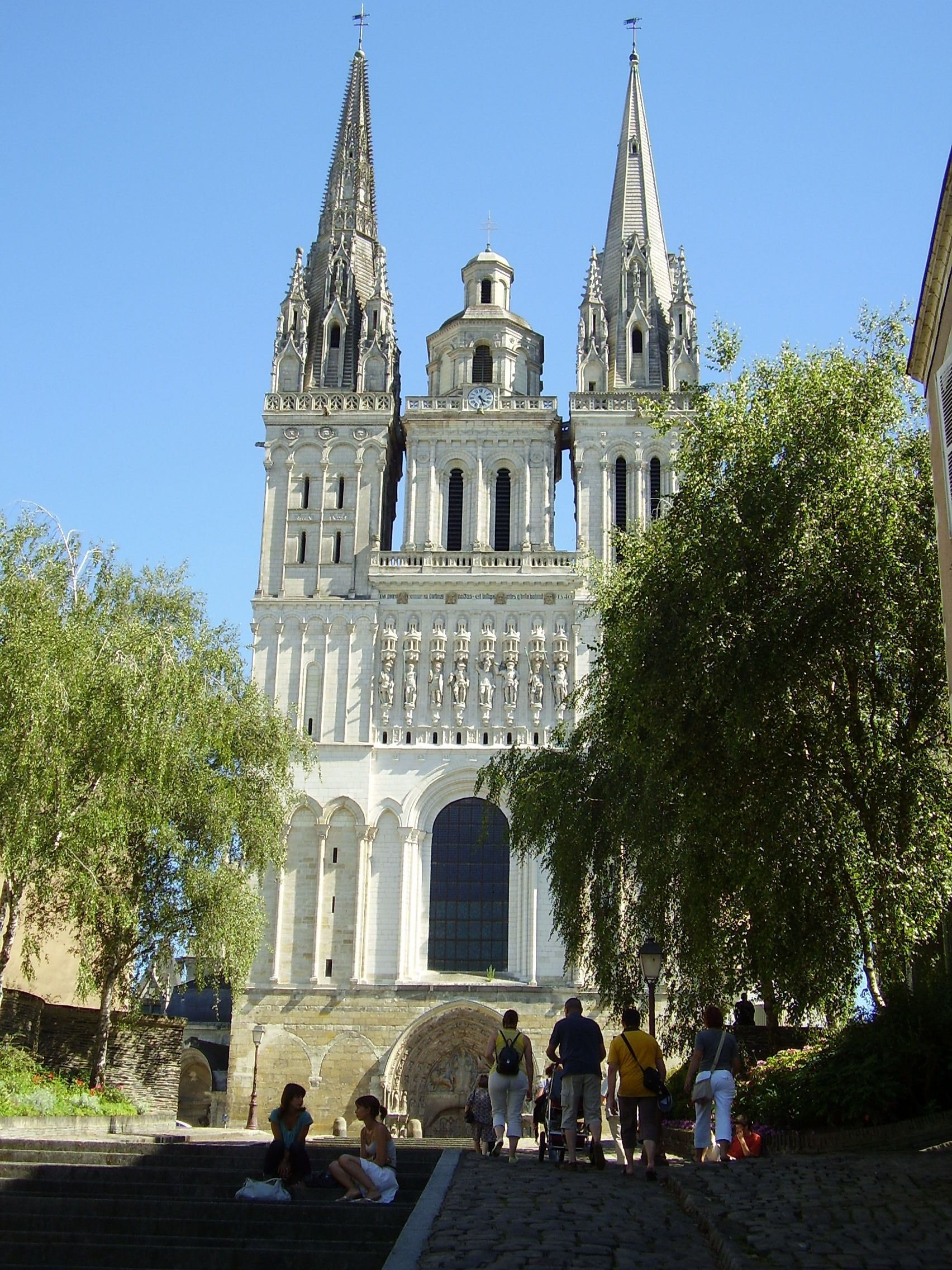
Vista global
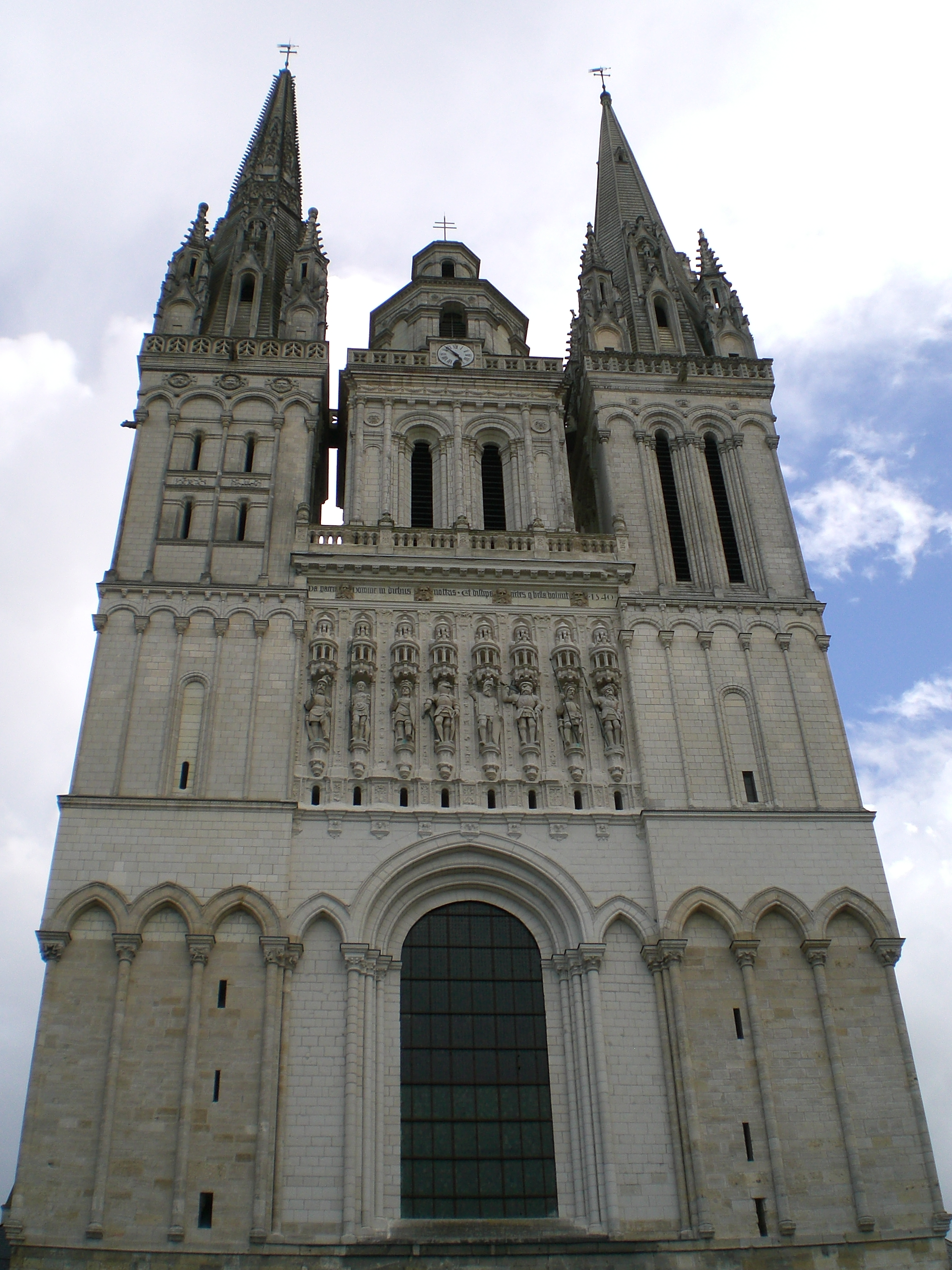
Vista desde abajo
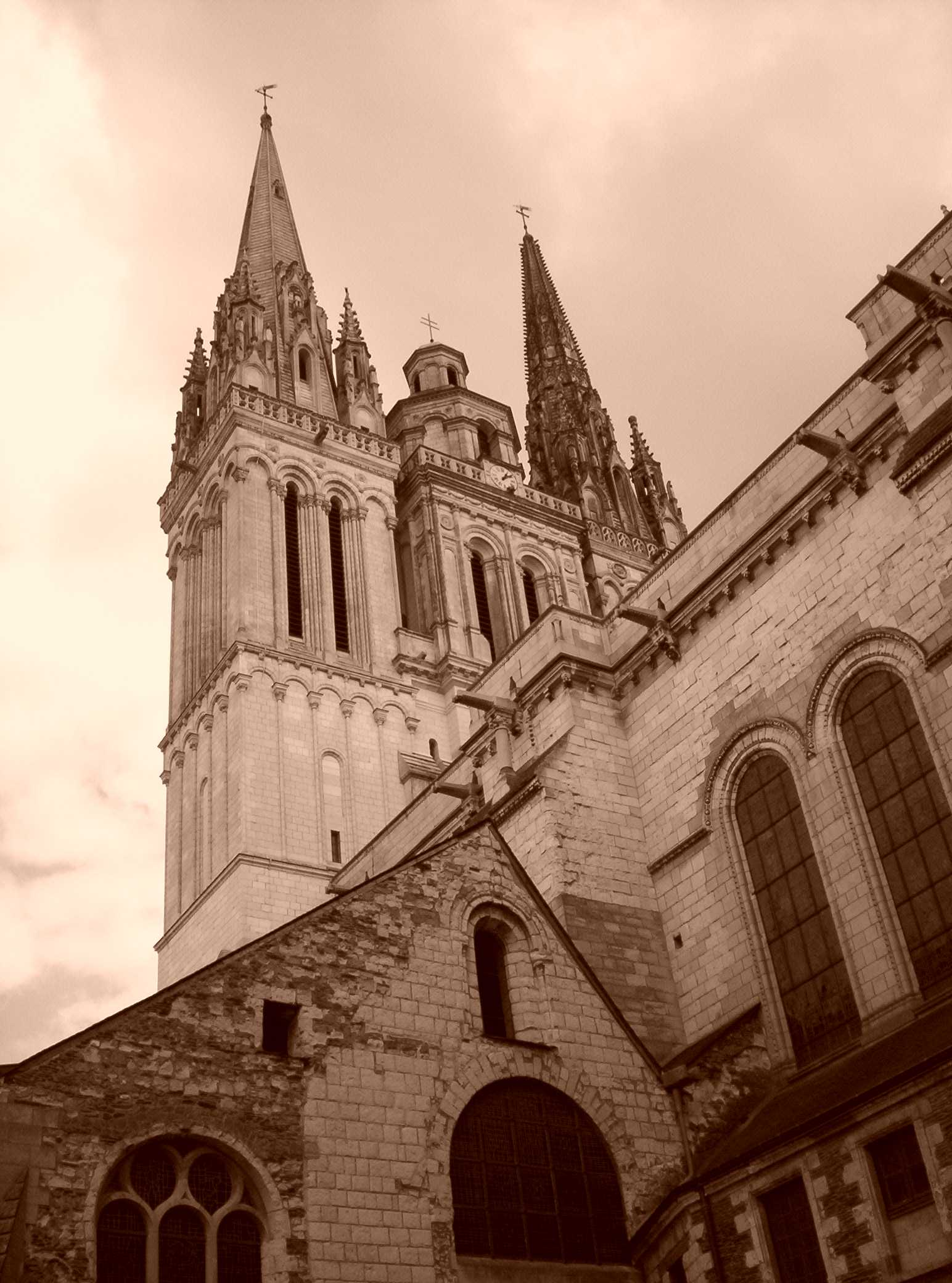
Vista trasera
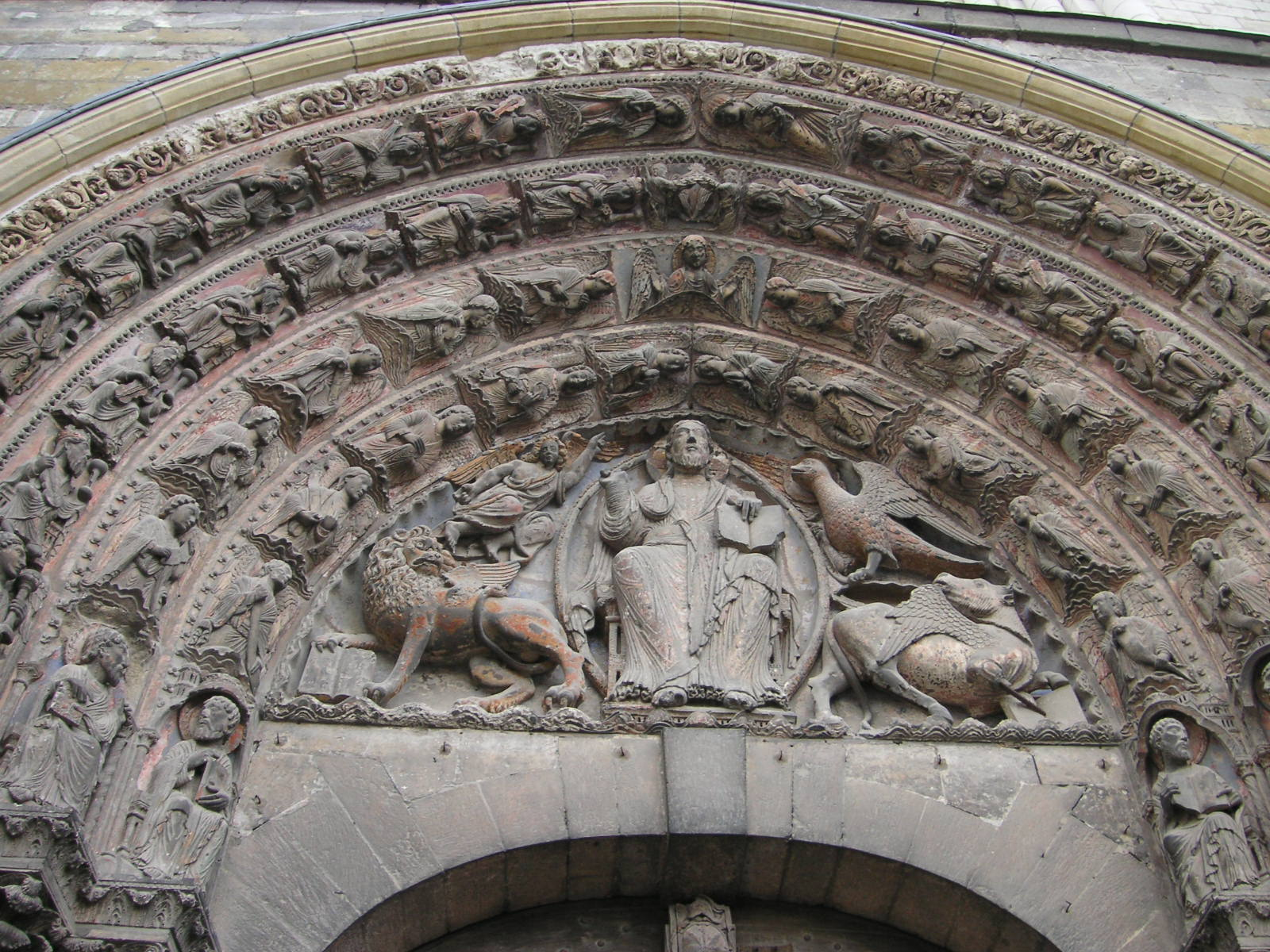
Portada fachada occidental
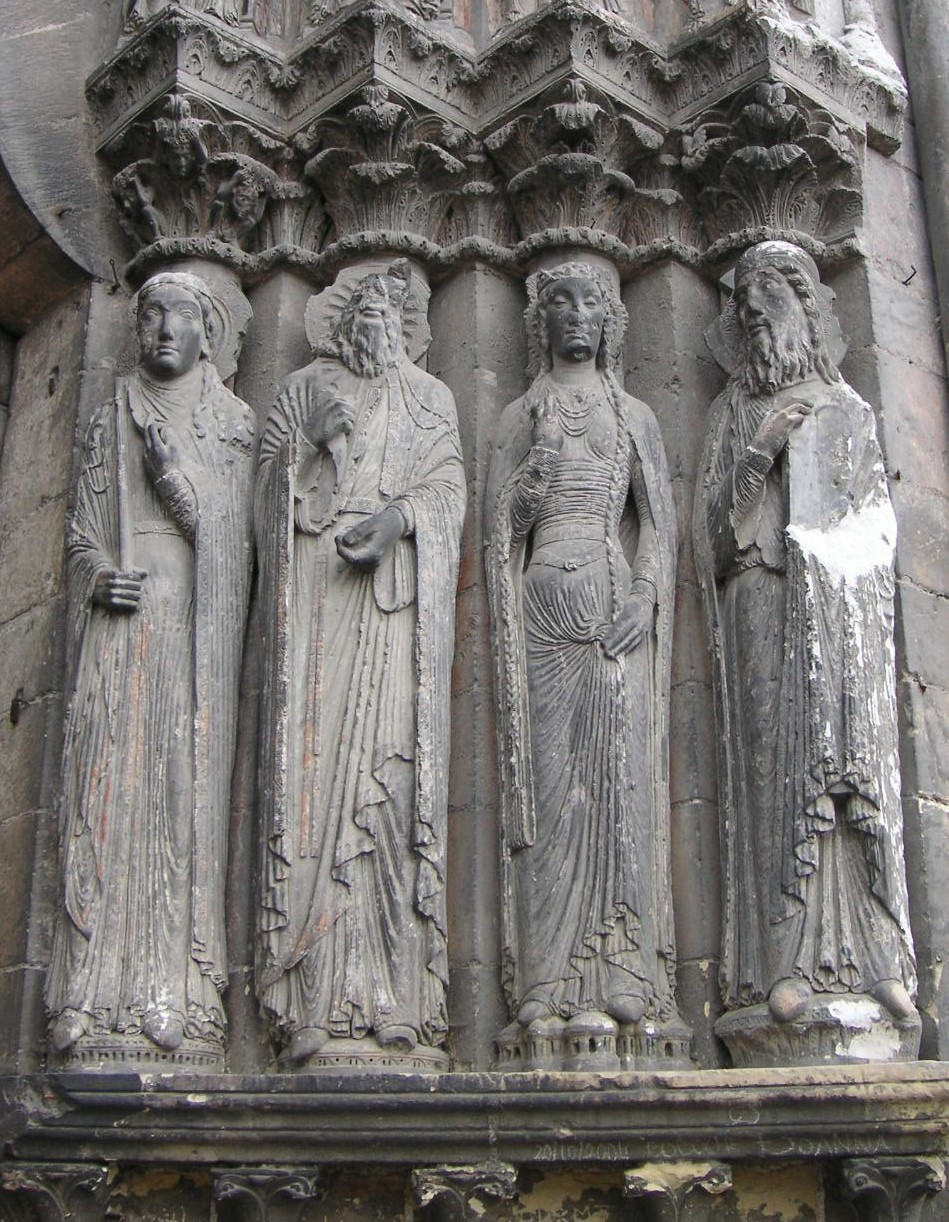
Esculturas portada occidental
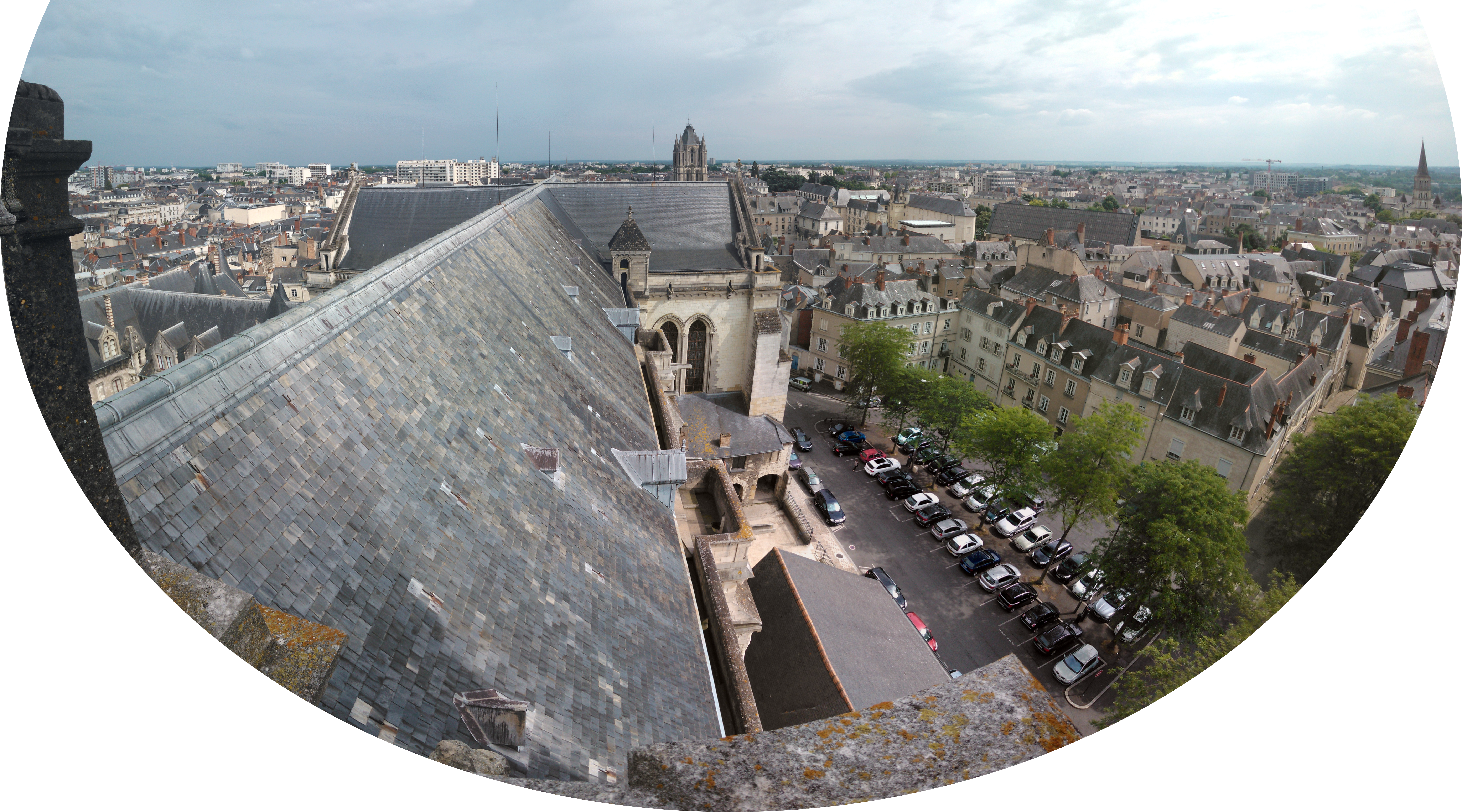
Cubierta
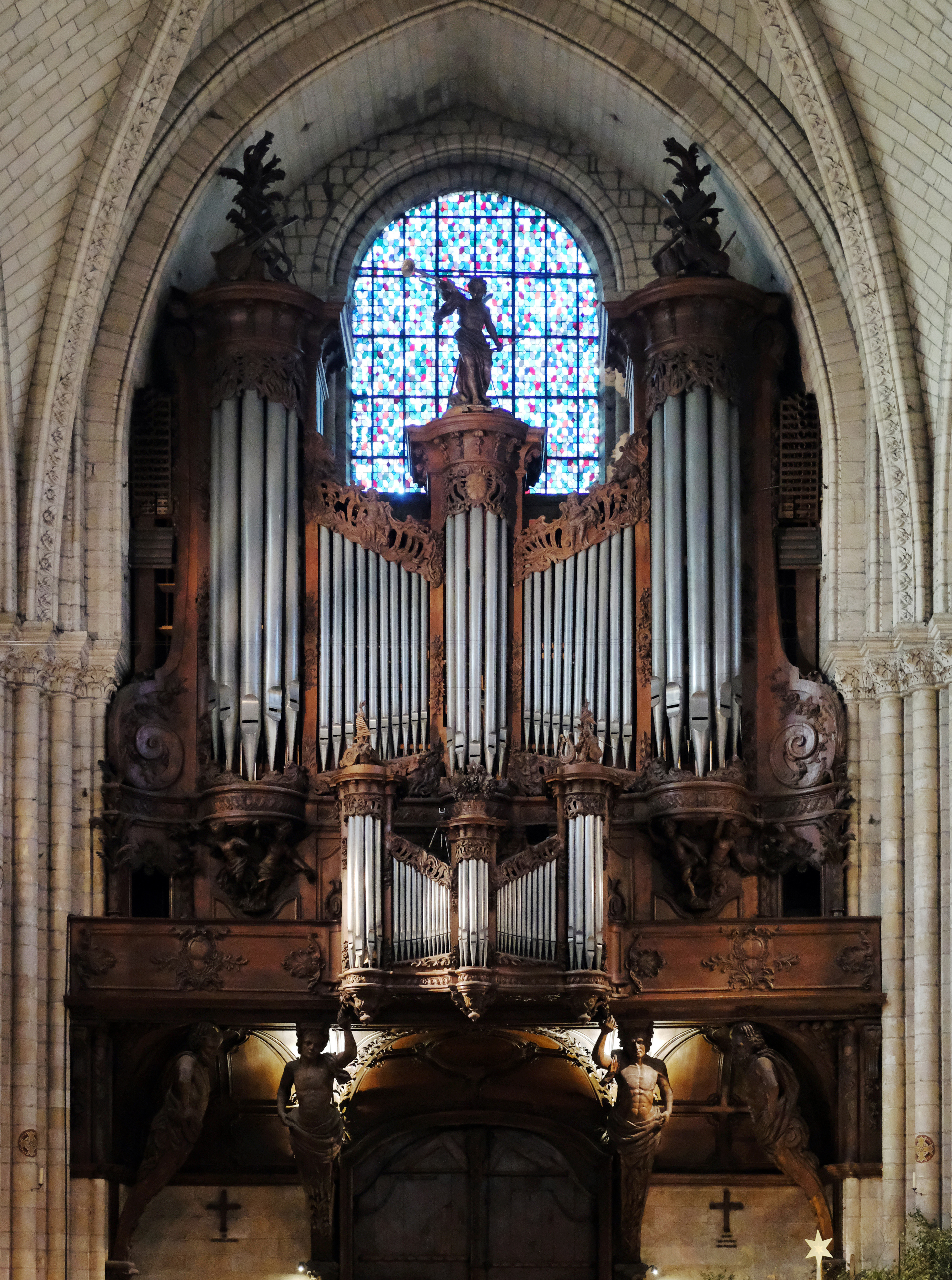
Los grandes órganos
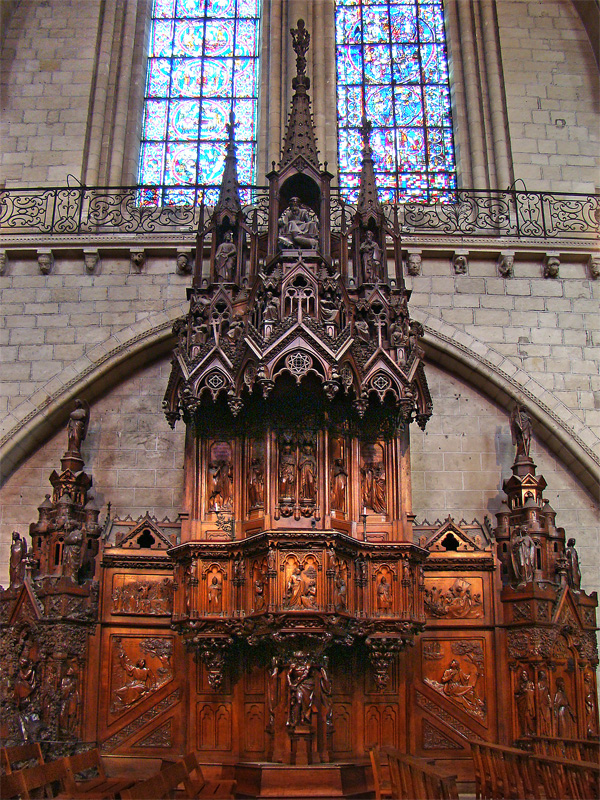
El púlpito
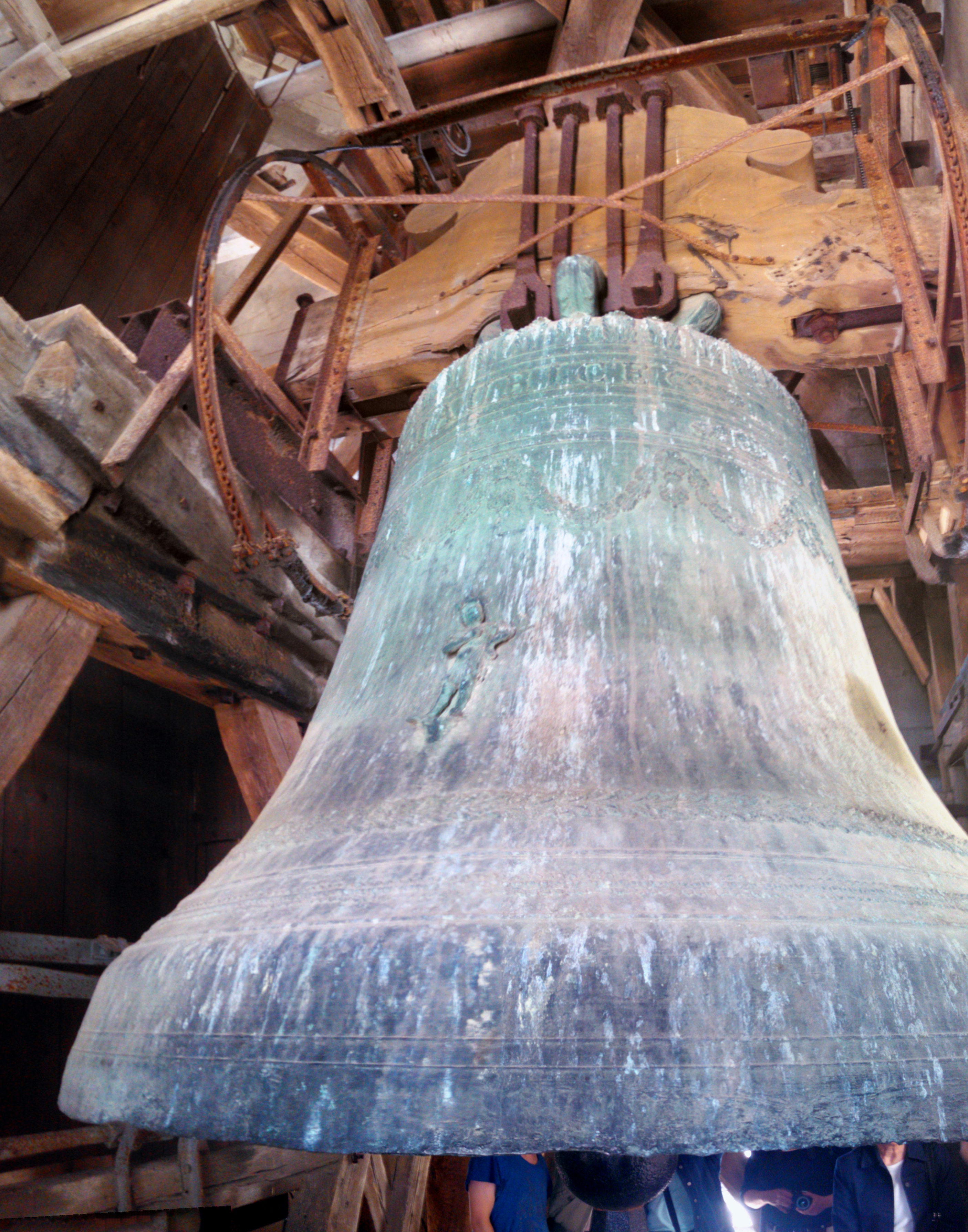
El bordon "Maurice"
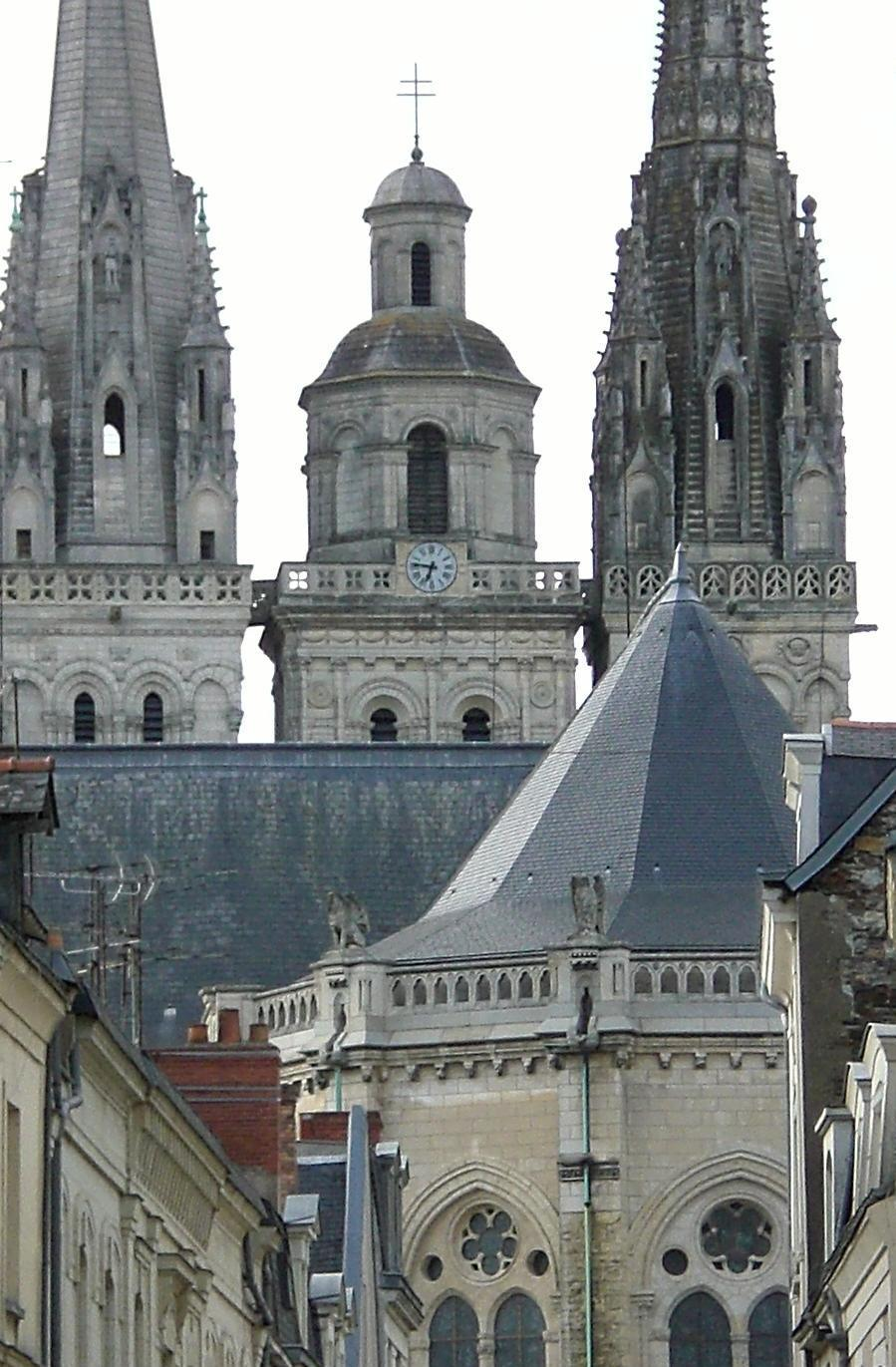
Croix d'Anjou sobre el campanario central